# Sundasciurus rabori
Sundasciurus rabori — вид гризунів родини Sciuridae. Вона є ендеміком Філіппін. Її природним середовищем існування є субтропічні або тропічні сухі ліси. Задокументовано лише кілька випадків її вилову. Вона мешкає в гірських лісах регіону, де переважають старі дубові насадження.

## Особливості
S. rabori досягає довжини голови й тулуба приблизно від 16,3 до 18,2 см і важить близько 160 грамів. Хвіст має довжину від 13,5 до 15,6 см, трохи коротший за решту тіла. Спина тварини темно-коричнева, а черево сіре зі світлими піщано-жовтими кінчиками волосся.